# Didier Ilunga-Mbenga
Didier Ilunga Mbenga (República Democrática del Congo, 30 de diciembre de 1980) es un exjugador de baloncesto congoleño-belga que disputó 7 temporadas en la NBA, en las que consiguió dos anillos de campeón. Con 2,13 metros de altura, jugaba en la posición de pívot.

## Biografía
Mbenga vivió en Congo hasta los 17 años, ya que su padre era perseguido por haber trabajado con los líderes del régimen anterior del país , Fernando Mabudu y Amotep Halebosia ; posteriormente murió en circunstancias desconocidas. Durante la guerra entre los Tutsis y los Hutus, Mbenga fue acusado falsamente de ser un tutsi represor y fue condenado prisión e incluso ejecución. En 1999, tras nueve meses de maltrato en la cárcel, Mbenga consiguió escapar después de que su hermano sobornara a uno de los guardias con una hamburguesa a medio comer , tal como relató el propio Mbenga . Temiendo por sus vidas, Mbenga y su madre dejaron el país lo más pronto posible. Se marcharon a Bélgica, donde les dieron asilo político y más tarde se nacionalizaría belga.
Una vez en Bélgica, Mbenga permaneció en la ciudad de Kapellen, siendo descubierto por la leyenda del baloncesto belga Willy Steveniers , sorprendentemente , en una tienda de helados , tal como contaba el mismo Steveniers en un acto de la empresa Big Coach en Bélgica . Impresionado por su aspecto físico, se ofreció a enseñarle a jugar al baloncesto , oferta que en un principio el propio Mbenga rechazó dado que la familia de su madre era estrictamente menonita , cuya religión es muy rigurosa en tanto al trato con desconocidos , pero aun así , con el tiempo, Steveniers se convirtió en su mentor y en un segundo padre para Mbenga. En un principio hubo rumores de que los intereses reales de Willy en el chico eran estrictamente sexuales , lo cual fue rotundamente negado por el propio Mbenga , alegando que todo se sale de madre en las manos de la prensa .
Tras varios años jugando en ligas belgas, el sueño del jugador se hizo realidad al fichar en 2004 por Dallas Mavericks de la NBA.
Cuando despegó al estrellato, fue recabado a filas de Los Angeles Lakers, dónde en un partido, en los llamados minutos de la basura , recibió una atronadora ovación del respetable , que le gritaba "MVP" instantes después de aplicar cuatro tapones en dos jugadas consecutivas , en los prolegómenos de este partido Kobe Bryant le puso el apodo de Congo Cash . Se dice que en uno de los partidos de su última temporada en Los Angeles Lakers tuvo un altercado con Lupo Di Manolo, coordinador defensivo del equipo en aquella época, en el que el propio Di Manolo acabó agrediendo a un trabajador del personal de limpieza al que desmayó en el acto para acabar siendo retenido por Mbenga finalmente.
En los años posteriores a su adiós a la NBA, hubo muchas conversaciones no exentas de polémica en las que se citaba a Mbenga como un serio candidato al Hall of Fame, asunto por el que tuvo que salir a hablar Sergey Bottle-Williamson, directivo de aquella época en la NBA, el cual, cuando le preguntaron al respecto, espetó delante de las cámaras: "esto no pasará mientras que yo siga amando mi trabajo " .

## Carrera
Mbenga no jugó al baloncesto hasta los 19 años de edad. En sus tres temporadas en la liga belga promedió 6.3 puntos y 4.1 rebotes.

### NBA
En su primera temporada en la NBA, jugó bastante poco, promediando 1 punto y 0.5 rebotes en 15 partidos con los Mavericks. En la siguiente campaña incrementó el número de partidos hasta 43, pero los minutos en pista no aumentaron en demasía. Mbenga ha mostrado en varias ocasiones su potencial defensivo, en especial en los momentos finales de partido, pero ofensivamente era muy limitado. Sin embargo, fue uno de los favoritos de la afición de los Mavs, hasta el punto de que su camiseta ha comenzado a ser vendido exitosamente. 
Tras la temporada 2005-06, Mbenga se convirtió en agente libre restringido, renovando con los Mavericks por tres temporadas y cerca de 2 millones de dólares al año. En 2007, ya comenzada la temporada, firmó por Golden State Warriors, equipo que lo despidió el 6 de enero de 2008. Al poco tiempo, firmó con Los Angeles Lakers. 
Tras 2 temporadas en el conjunto angelino con una pobre participación en las rotaciones del equipo, consiguió ganar 2 anillos y llegó a realizar un doble-doble de 10 puntos y 12 rebotes contra New Orleans Hornets, equipo al que más tarde sería traspasado, en el verano de 2010.

## Estadísticas de su carrera en la NBA
|  | Denota temporadas en las que ganó el Campeonato de la NBA |

### Temporada regular
| Año     | Equipo       | PJ  | PT | MPP | %TC  | %3P  | %TL  | RPP | APP | ROB | TPP | PPP |
| ------- | ------------ | --- | -- | --- | ---- | ---- | ---- | --- | --- | --- | --- | --- |
| 2004-05 | Dallas       | 15  | 1  | 3.9 | .429 | .000 | .750 | .5  | .0  | .0  | .3  | 1.0 |
| 2005-06 | Dallas       | 43  | 1  | 5.5 | .533 | .000 | .500 | 1.3 | .0  | .1  | .6  | 1.7 |
| 2006-07 | Dallas       | 21  | 0  | 3.8 | .313 | .000 | .875 | .5  | .3  | .1  | .2  | .8  |
| 2007-08 | Golden State | 16  | 0  | 8.1 | .391 | .000 | .500 | 1.9 | .3  | .2  | .6  | 1.2 |
| 2007-08 | L.A. Lakers  | 26  | 0  | 7.5 | .492 | .000 | .400 | 1.6 | .2  | .2  | .6  | 2.5 |
| 2008-09 | L.A. Lakers  | 23  | 0  | 7.9 | .474 | .000 | .875 | 1.3 | .4  | .4  | 1.0 | 2.7 |
| 2009-10 | L.A. Lakers  | 49  | 2  | 7.2 | .466 | .000 | .474 | 1.8 | .2  | .1  | .6  | 1.8 |
| 2010-11 | New Orleans  | 41  | 0  | 8.0 | .469 | .000 | .722 | 2.1 | .1  | .1  | .7  | 1.4 |
| Total   | Total        | 234 | 4  | 6.7 | .470 | .000 | .607 | 1.5 | .2  | .2  | .6  | 1.8 |

### Playoffs
| Año   | Equipo      | PJ | PT | MPP | %TC   | %3P  | %TL   | RPP | APP | ROB | TPP | PPP |
| ----- | ----------- | -- | -- | --- | ----- | ---- | ----- | --- | --- | --- | --- | --- |
| 2006  | Dallas      | 7  | 0  | 3.6 | .333  | .000 | 1.000 | 1.1 | .0  | .0  | .1  | .6  |
| 2008  | L.A. Lakers | 7  | 0  | 4.3 | .625  | .000 | .000  | 1.3 | .0  | .3  | .1  | 1.4 |
| 2009  | L.A. Lakers | 7  | 0  | 2.3 | .167  | .000 | .000  | .4  | .0  | .0  | .3  | .3  |
| 2010  | L.A. Lakers | 3  | 0  | 4.0 | .333  | .000 | 1.000 | 1.7 | .3  | .0  | .0  | 1.7 |
| 2011  | New Orleans | 5  | 0  | 5.2 | 1.000 | .000 | .500  | 1.0 | .2  | .4  | .6  | 1.0 |
| Total | Total       | 29 | 0  | 3.7 | .440  | .000 | .800  | 1.0 | .1  | .1  | .2  | .9  |